# Grünegghorn
Grünegghorn är en bergstopp i kommunen Fieschertal i kantonen Valais i Schweiz. Den är belägen i Bernalperna, cirka 65 kilometer sydost om huvudstaden Bern. Bergstoppen ligger söder om Gross Grünhorn. Toppen på Grünegghorn är 3 863 meter över havet.